# Саме (Східний Тимор)
Саме (тетум Same) — місто і підрайон на південному заході центральної частини Східного Тимору. Адміністративний центр району Мануфагі, який за часів португальського панування також називався Саме.

## Історія
Місто було майже повністю зруйноване індонезійськими військами після оголошення Східним Тимором незалежності.

## Географія
Розташоване за 49 км від столиці країни, міста Ділі, на висоті 384 м над рівнем моря. Площа підрайону — 355,28 км².

## Населення
Населення за даними на 2010 рік становить 27 554 особи. За даними на 2004 рік воно налічувало 26 066 чоловік. Більшу частину населення становить етнічна група бунак. Середній вік населення за даними на 2010 рік — 18,3 років.

## Економіка
Основними сільськогосподарськими культурами, що вирощуються в підрайоні Саме, є: маніок, кукурудза, кокоси, овочі, кава і рис.